# Lagarrigue (Tarn)
Lagarrigue (okzitanisch: La Garriga) ist eine französische Gemeinde mit 1.786 Einwohnern (Stand: 1. Januar 2022) im Département Tarn in der Region Okzitanien. Sie gehört zum Arrondissement Castres und ist Teil des Kantons Mazamet-1 (bis 2015: Kanton Labruguière). Die Einwohner werden Lagarriguois genannt.

## Geografie
Lagarrigue liegt etwa drei Kilometer südöstlich des Stadtzentrums von Castres am Fluss Durenque. Umgeben wird Lagarrigue von den Nachbargemeinden Castres im Norden und Westen, Valdurenque im Osten, Caucalières im Süden und Südosten sowie Labruguière im Südwesten.
Im Süden der Gemeinde liegt der Flughafen Castres-Mazamet.

## Bevölkerungsentwicklung
| Jahr                      | 1962 | 1968 | 1975 | 1982 | 1990 | 1999 | 2006 | 2012 |
| Einwohner                 | 645  | 764  | 929  | 1320 | 1695 | 1641 | 1707 | 1795 |
| Quelle: Cassini und INSEE |      |      |      |      |      |      |      |      |